# FSR Tarpan
FSR Tarpan byl polský užitkový vůz vyráběný v letech 1973–1995 v Poznani. Byl vyráběn ve třech karosářských verzích: standard (pick-up s ložnou plochou prodlužitelnou posunutím posuvné zadní stěny kabiny), pick-up (verze s prodlouženou ložnou plochou a zkrácenou kabinou) a kombi (verze se zastřešenou ložnou plochou).

## Historie

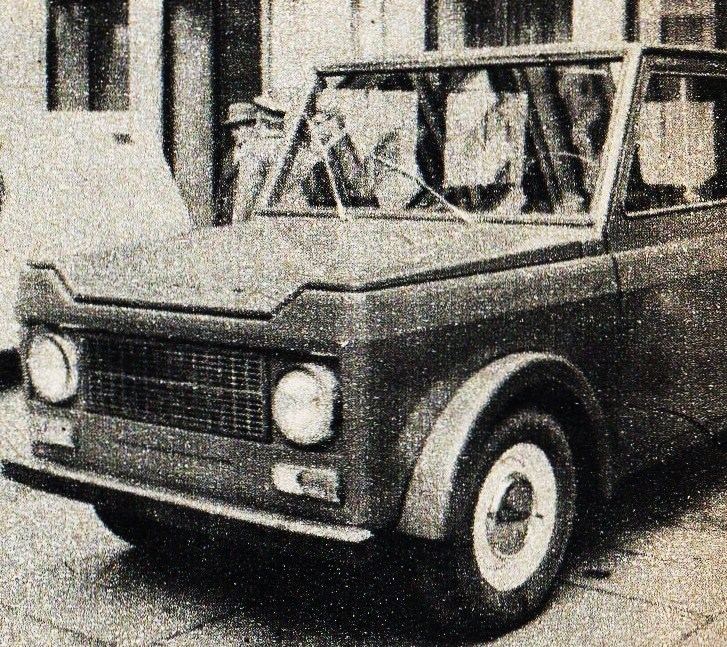
Warta v roce 1971

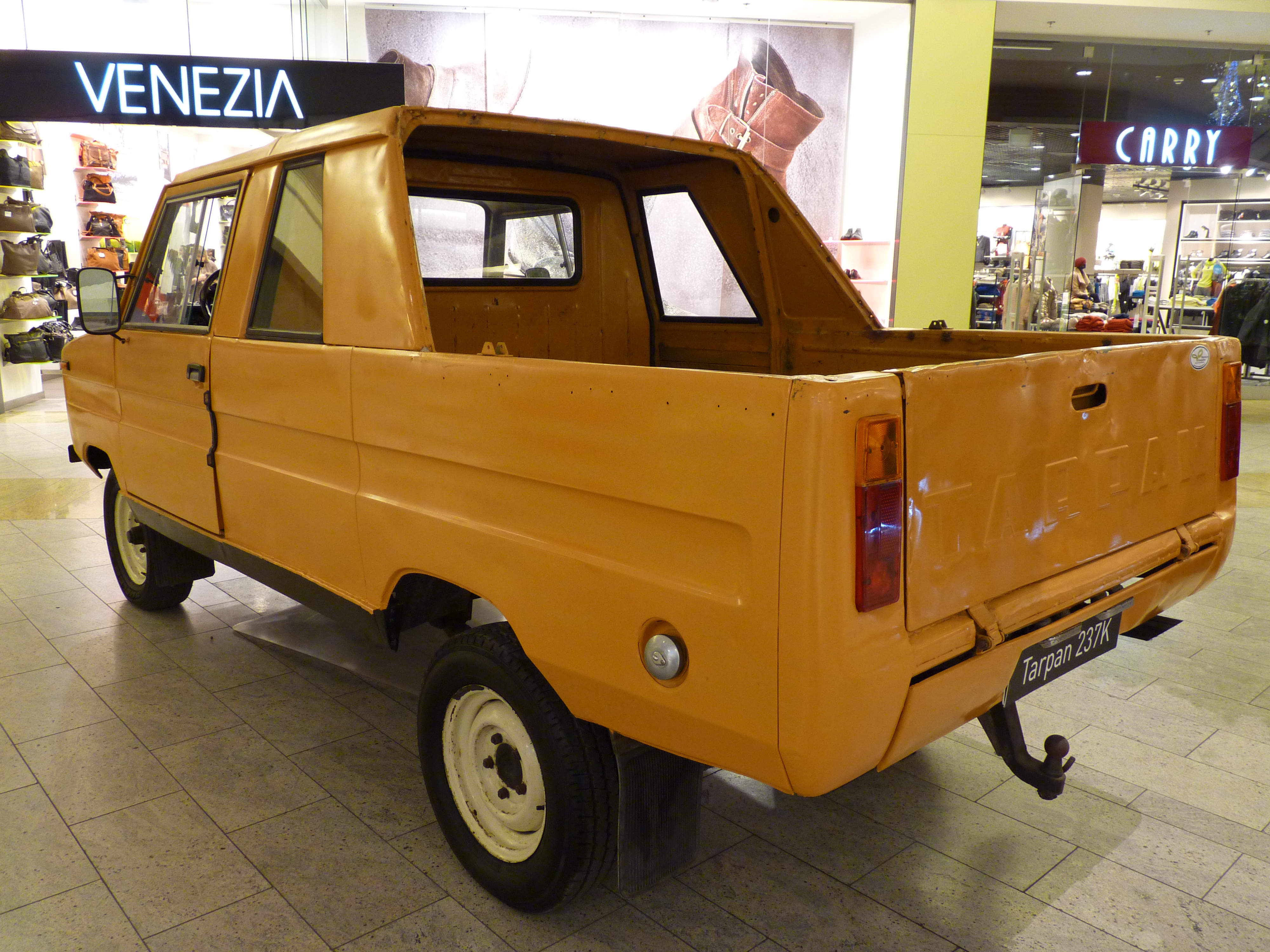
Tarpan 237S – zadní část vozidla

Na přelomu 60. a 70. let 20. století padlo rozhodnutí postavit automobil pro potřeby zemědělců. Bylo rozhodnuto, že vozy se budou vyrábět v oblasti Velkopolska, argumentem byla skutečnost, že tato oblast byla vedoucí oblastí v zemědělské výrobě. Krátce po obdržení souhlasu stranických orgánů byly ve dvou centrech v Poznani postaveny dva prototypy. První prototyp jménem Warta vznikl v pobočce sítě autoservisů Techniczna Obsługa Samochodów a prototyp Tarpan vytvořil Instytut Obróbki Plastycznej spolupracující s Technickou univerzitou v Poznani. Oba vozy byly dodány do Varšavy, kde se měl v prosinci 1971 v Paláci kultury a vědy konat 6. sjezd Polské sjednocené dělnické strany(PSDS). Ještě předtím si však oba vozy prohlédl Edward Gierek (tehdejší první tajemník PSDS), ministr strojírenství Tadeusz Wrzaszczyk a zástupci některých organizací spojených s automobilovým průmyslem, například technický ředitel sdružení polských automobilek ZPMot Stanisław Płatek a technický poradce Centrálního konstrukčně-výzkumného střediska (Centralny Ośrodek Konstrukcyjno-Badawczy) Zdzisław Podbielski. Po prohlídce prototypů Warta a Tarpan a testování vozidel došlo o několik měsíců později k dalšímu setkání. Bylo rozhodnuto o sestavení týmu zahrnujícího konstruktéry z Poznaně a Varšavy. Manažerem týmu se stal Roman Skwarek. Tým opustil práci na původních konceptech Warta a Tarpan a začal od nuly. Bylo upuštěno od pohonu předních kol a dvoutaktního motoru S31 z automobilu FSO Syrena. Místo něj byl použit motor M20, používaný ve vozech Żuk a Warszawa. Byly postaveny dva exempláře označené Warta-2. První s plátěnými dvířky a plachtou kryjící ložnou plochu a druhý s posuvnou stěnou oddělující kabinu řidiče od ložné plochy. V závislosti na poloze posuvné stěny bylo možné přepravovat buďto dva pasažéry a 600 kg nákladu nebo šest pasažérů a 300 kg nákladu. Obě vozidla byla představena v září 1972 na Výstavě úspěchů bydhošťského zemědělství v Myślęcinku u Bydhoště, pořádané u příležitosti všepolských dožínkových slavností. Pro výrobu byl zvolen model s posuvnou stěnou.
Zahájení sériové výroby bylo plánováno na začátek roku 1973 s počátečním vyprodukováním tisíce kusů . Vozidla vyrobily Wielkopolskie Zakłady Naprawy Samochodowych v Poznani - Antoninku (později bylo jejich jméno změněno na Fabryka Samochodów Rolniczych „Polmo”; v roce 2015 se na jejich místě nacházela továrna Volkswagenu). V prosinci 1972 brány továrny opustila první, tzv. informační série čítající 25 kusů užívající již jméno Tarpan podle divokého koně žijícího ve východoevropských stepích. Toto jméno bylo vybráno v soutěži vyhlášené novinami Express Poznański v září 1972.. 1 146 lidí podalo 416 návrhů. Název „Tarpan“ vymyslel Bronisław Hasiński. Jiné návrhy v té době zahrnovaly: „Autorol“, „Bomber“, „Plonolaz“, „Poznaniak“, „Samrol“, „Kary“, „Dzik“ (divočák) nebo „Mrówka“ (mravenec) . Do konce dubna následujícího roku bylo vyrobeno již 250 vozidel Tarpan 233. V té době byl již závod začleněn pod Fabryku Samochodów Ciężarowych sídlící v Lublině, jako odštěpný závod Zaklad Samochodów Rolniczych. Opravy těžkých nákladních vozidel, původně prováděné v tomto závodě, byly přesunuty do dalších specializovaných závodů v Boguchwałe a Środě Wielkopolské. Byly zahájeny adaptační práce nutné pro novou výrobu. Rozšířila se lakovna a připravila se linka na svařování karoserií.
Provozní zkoušky prvních vozů a technologické požadavky si vyžádaly provedení řady změn v konstrukci tohoto vozidla. V důsledku první modernizace se vzhled vozu mírně změnil. Představen byl nový přední nárazník, nové přední směrové svítilny (z Polského Fiatu 125p ) a nová užší mřížka chladiče již nezakrývající světlomety. Světlomety byly vybaveny dvoustupňovou regulací sklonu.
Karoserie přišla o vnější svary a dosud používané kliky dveří byly nahrazeny klikami dveří z Polského Fiata 126p. Uvnitř byl upraven tvar předních sedadel, byla změněna byla přístrojová deska a délka a úhel sloupku řízení. Zadní odpružení nově zajišťovaly teleskopické tlumiče. Pohotovostní hmotnost vozidla se zvýšila na 1320 kg. Byly instalovány motory M20 a S21 o výkonu 51,5 kW. V roce 1973 bylo vyrobeno 250 vozů, v roce 1974 počet vyrobených vozů vzrostl na 1 582, v roce 1975 bylo vyrobeno již 2 760 vozů a o rok později dokonce 3 941 vozů.
Dne 1. července 1975 se výrobce osamostatnil od Fabryki Samochodów Ciezarowych a začal používat název Fabryka Samochodów Rolniczych "Polmo". Bylo také přijato rozhodnutí rozšířit továrnu a začlenit několik závodů, které již dříve s výrobcem spolupracovaly, mimo jiné se jednalo o závody v Hnězdně, Swarzędzi a Złotówě.
Konstrukční kancelář závodu vyvinula další modernizaci vozu Tarpan a nové karosářské verze. Dvojice sedadel pro přední spolujezdce byla nahrazena polohovatelnou lavicí pro dvě osoby. Vozy dostaly nový design přístrojové desky. Řada elektrického vybavení byla zunifikována s Polskim Fiatem. Některé vozy byly vybaveny novými 4stupňovými převodovkami vyráběnými FSO. Na přání mohly být Tarpany vybaveny mechanickou uzávěrkou diferenciálu, usnadňující jízdu v náročném terénu. Od roku 1976 se plechy karoserie vyráběly na lisech (dříve byly vyklepávány kladivem). Karoserie byla kompletně vyrobena v závodě v Poznani, rám pak v jeho pobočce, zatímco komponenty zavěšení a pohonu unifikované s jinými vozidly byly dodávány dodávány jinými závody. Kvůli zaostalým výrobním metodám, které se z velké části opíraly o ruční práci, byla produkce nízká. V tehdejším tisku to bylo prezentováno jako výhoda umožňující se vyhnout vzhledem k předpokládanému nízkému objemu výroby a naopak vysoké rozmanitosti karosářských verzí vysokým nákladům na moderní nástrojové vybavení, jakož i prostojům, jež by vznikaly při vyšším tempu výroby. Úzkým hrdlem výrobního procesu, limitujícím objem výroby, byla zejména lakovna, kde byly karoserie lakovány pomocí stříkacích pistolí.
V roce 1978 vznikla prototypová verze Tarpanu s pohonem všech kol, označená jako Tarpan 234, která se však do výroby nedostala. Následující rok byly vyrobeny speciální Tarpany pro novináře u příležitosti návštěvy papeže Jana Pavla II. v Polsku. Na počátku 80. let 20. století vstoupil v Polsku v platnost úsporný program, zakazující výrobu materiálově a energeticky nejvíce náročných výrobků, mezi které byly mimo jiné zahrnuty vozy Tarpan a motor S21. Konec výroby Tarpanu byl stanoven na leden 1987. Vedení továrny rozhodlo situaci čelit instalací vznětového motoru Perkins, který byl použit i v traktoru Ursus C-360-3p. Tento model byl nazván Tarpan 239D. Jeho prototyp byl předveden už červnu 1982 na Poznaňských mezinárodních veletrzích. První vozidla s tímto motorem se začala montovat až v srpnu 1986.

## Tarpan 233

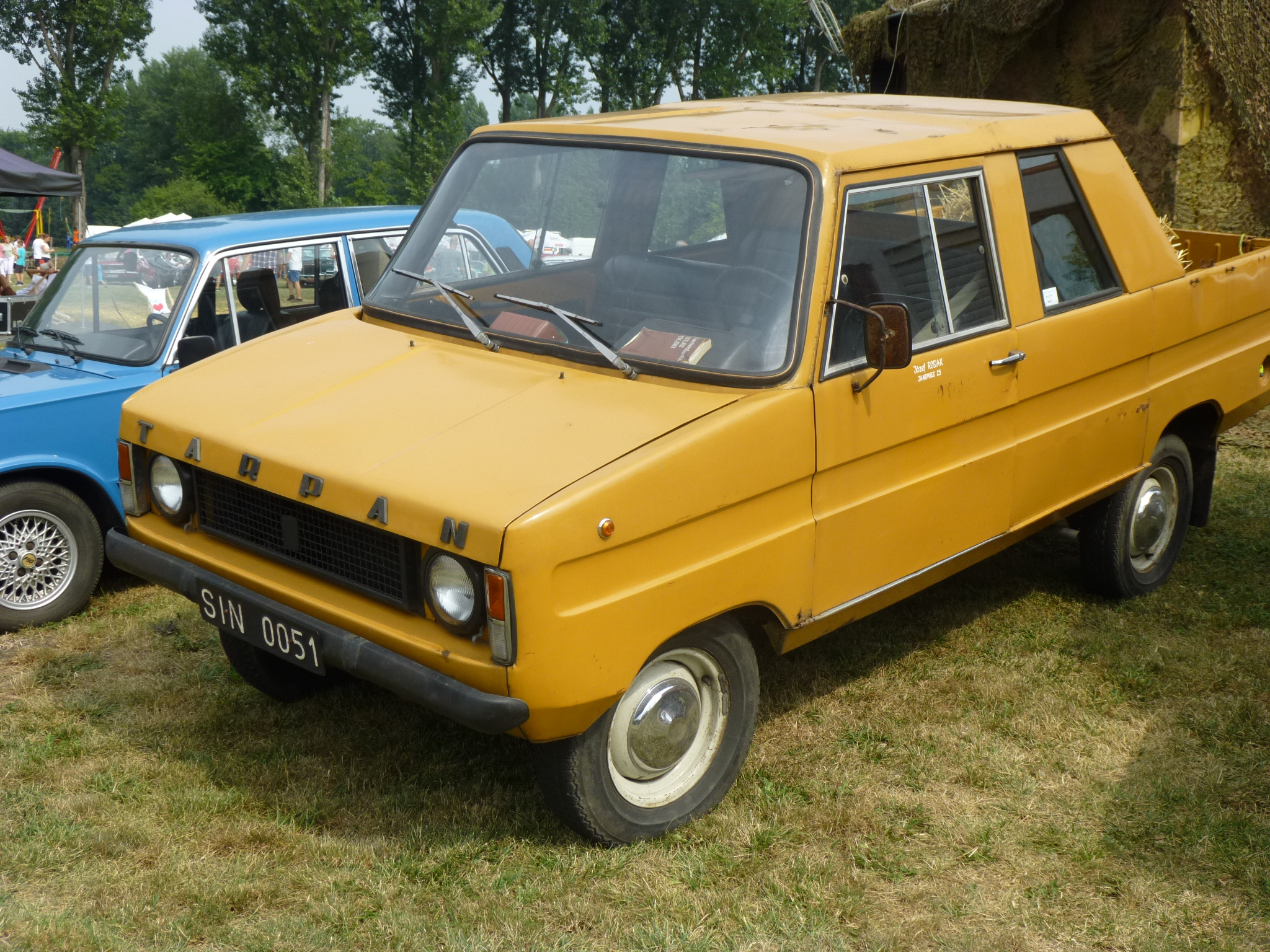
Tarpan 233

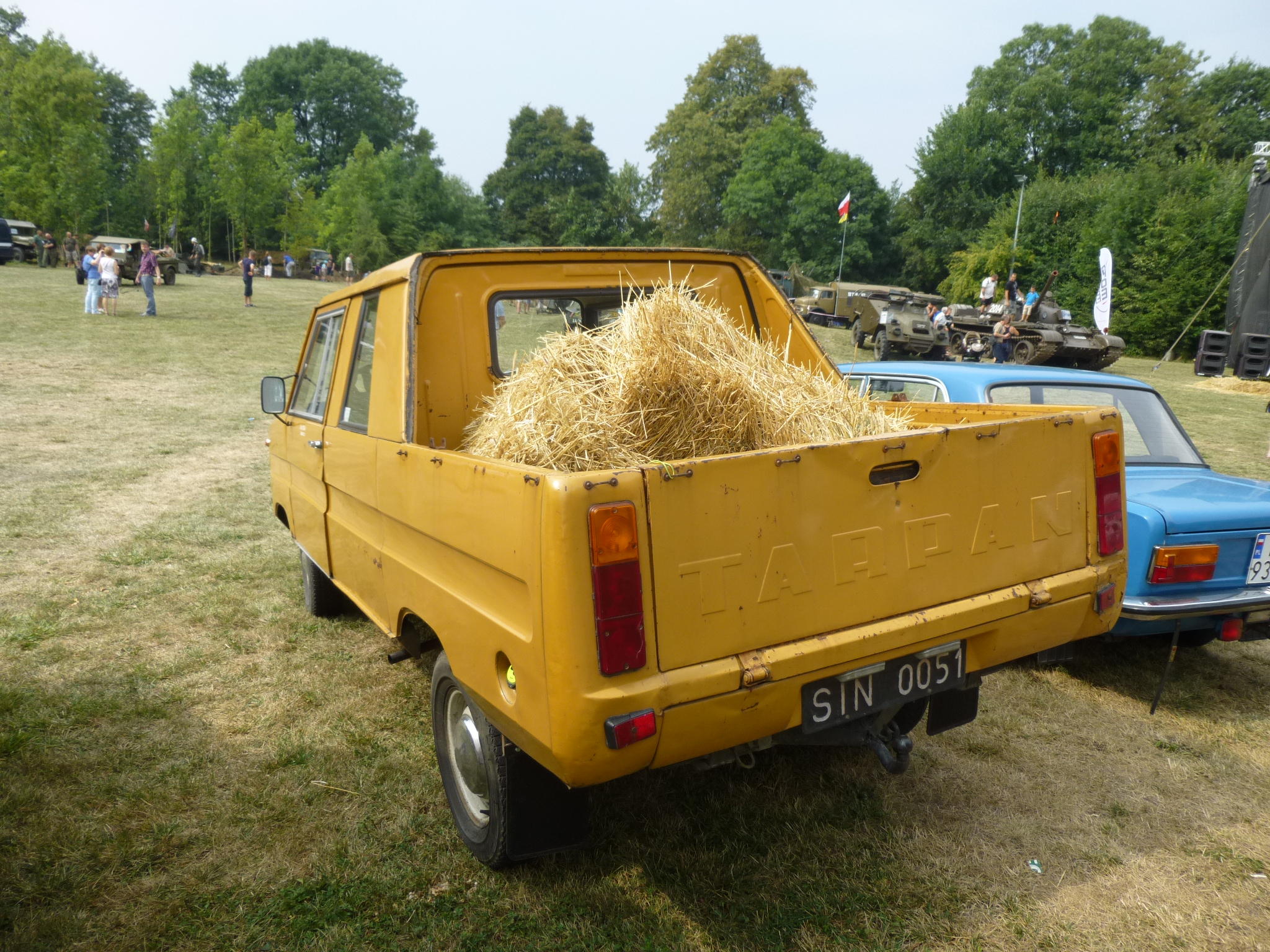
Tarpan 233 – zadní část vozidla

Do konce roku 1972 vyrobil závod v Poznani-Antoninku první sérii 25 vozů a v roce 1973 se plánovala výroba dalších 250 kusů. Vůz byl představen ve dvou provedeních – osobní a nákladní. Osobní verze měla 6 sedadel, nákladovou část s délkou nákladové části sníženou na 140 cm a možností převézt až 350 kg nákladu. V nákladní verzi byla délka nákladové části 200 cm a nosnost činila 575 kg při 3 osobách.
Vyráběly se ve tři karosářské varianty: Standard, Pick-up a Kombi. První novou variantou Tarpanu 233 byl pick-up s kabinou pro tři osoby. Karoserie tohoto vozu vznikla zkrácením kabiny. Nákladový box je zakryt plachtou nataženou přes trubkové nosníky. Pohotovostní hmotnost této verze byla 1270 kg.
První pick-upy byly vyrobeny v roce 1975, ale sériová výroba byla zahájena až v srpnu 1976. Další verze, Tarpan kombi má zcela uzavřený nákladový prostor, zůstala však zachována posuvná stěna. V zadní výklopné stěně jsou dveře s pevným oknem. Byly zavěšeny na horní hraně a drženy v otevřené poloze speciálními torzními tyčemi umístěnými mezi závěsy. Byl zaveden dělený kardanový hřídel. Pohotovostní hmotnost této verze byla 1370 kg a jeho nosnost byla 100 kg nižší než u pick-upu. Výroba Tarpanu kombi započala v říjnu 1976.
V roce 1975 byla podepsána první exportní smlouva na vozy Tarpan. V letech 1975–1976 bylo exportováno 450 vozů do Řecka. Další zemí, kam byly Tarpany exportovány, byl Írán.
V FSR byl vyvinut také jednonápravový přívěs určený pro Tarpana. Měl kapacitu 400 kg a na stavbu jeho skříně byly použity výlisky karoserie Tarpana.
Koncem dubna 1977 sjel z montážní linky FSR desetitisící vůz Tarpan. Ve stejné době byl na FSR postaven prototyp Tarpana vybavený novým polským vznětovým motorem 4C90. Tento čtyřválcový motor byl navržen a vyroben v továrně na dieselové motory v Andrychówě. S objemem 2417cm³ a kompresním poměrem 20,6 dosahoval výkonu 51,5 kW (70 HP) při 4200 ot./min. Testovány byly i pohonné jednotky z Polského Fiata 125p 1500. Výroba Tarpanů se stále zvyšovala, v roce 1977 bylo vyrobeno 5 033 kusů a v roce 1980 6 011 kusů.
Technické údaje vozu Tarpan 233
- karoserie: pro osoby a náklad, 2 dveře s nákladovým boxem připevněným k nosnému rámu
- motor: M20 nebo S21, kapalinou chlazený, vpředu uložený, pohon zadních kol
- průměr válce × zdvih/výtlak: 82 × 100 mm/2120 cm³
- maximální výkon: 50 HP při 3600 ot./min (motor M20), 70 k při 4000 ot./min.(motor S21)
- točivý moment: 122 Nm při 2200 ot./min /min (M20). 147 Nm při 2500 ot./min(S21)
- kompresní poměr: 6,8:1 ( M20), 7,5:1 (motor S21)
- převodovka: 3-stupňová, synchronizovaná
- přední zavěšení: příčná ramena, vinuté pružiny, teleskopické tlumiče
- zadní odpružení: podélná listová pera, pákové tlumiče
- brzdy: hydraulické, bubnové brzdy na 4 kolech, mechanická ruční brzda na zadních kolech
- pneumatiky: 7,3–15″
- Délka/šířka/výška vozidla: 4322/1750/1840 mm (verze s klikami a dveřmi Fiat šířky 1998 mm)
- Pohotovostní hmotnost vozu: 1300 kg
- Nejvyšší rychlost: 100 km/h
- Spotřeba paliva: 12,5–13,5 l/100 km

## Tarpan 234
Koncem 70. let 20. století byly postaveny dva prototypy pro výzkum možnosti vytvoření polského vozidla s pohonem 4×4. Poháněl je benzinový motor o objemu 1481 cm³, převodovka byla 4stupňová. Ke stavbě prototypů byly použity upravené hnací nápravy z Żuku, karoserie byla stejná jako u prototypu Tarpan 235. Výzkum byl prováděn do roku 1978. Ačkoliv vůz nikdy nebyl uveden do sériové výroby, poznatky z jeho vývoje byly použity při vývoji vozu Honker.

## Tarpan 235
Zahájeny byly také práce na modernizovaném Tarpanu, který dostal označení 235. Základním cílem bylo zvýšení nosnosti vozu na 1000 kg. Byla vyvinuta nová konstrukce nosného rámu a nové závislé zavěšení předních kol. Pevný nosník nápravy je podepřen dvěma podélnými listovými pery. Rozchod předních kol se zvýšil o 95 mm. Změny se dotkly i vnějšího vzhledu vozidla. Vůz dostal novou mřížku chladiče, jiný tvar předních blatníků a krytu motoru, nové čelní sklo a nový přední nárazník, do kterého byly zabudovány směrovky z Polského Fiatu 126p. Z tohoto vozu byly převzaty i boční směrové svítilny a vnější kliky dveří. V zadní části karoserie byly osazeny rohové nárazníky. Vůz Tarpan 235 byl představen na mezinárodních veletrzích v Poznani v roce 1978. Model nebyl zařazen do sériové výroby.

## Tarpan F-233
Varianta Tarpanu 233, vybavená motorem 115C z Polského Fiatu 125p. Jedná se o čtyřválcový motor s ventilovým rozvodem OHV o zdvihovém objemu 1 481 cm³, dosahující maximálního výkonu 51,5 koňských sil při 5400 ot./min /min. a maximálního točivého momenut 112,6 Nm (11,5 kgfm) při 4000 ot./min. Motor byl spojen se 4stupňovou převodovkou se synchronizací všech převodových stupňů. Pohon na zadní nápravu přenášela dvoudílná trubková hnací hřídel. Koncový převodový poměr se změnil na 5,857 (41/7). Vůz používá volant a páčky pod volantem z Polského Fiatu 125p. Nová pohonná jednotka zlepšila dynamiku vozu. Maximální rychlost vzrostla na 110 km/h. Pohotovostní hmotnost se v závislosti na typu vozidla pohybovala od 1290 kg na 1380 kg, maximální přípustná ve všech variantách činila 2350 kg. Spotřeba paliva mírně klesla a průměrně se pohybovala okolo cca 12,5l/100 km.

## Tarpan 237

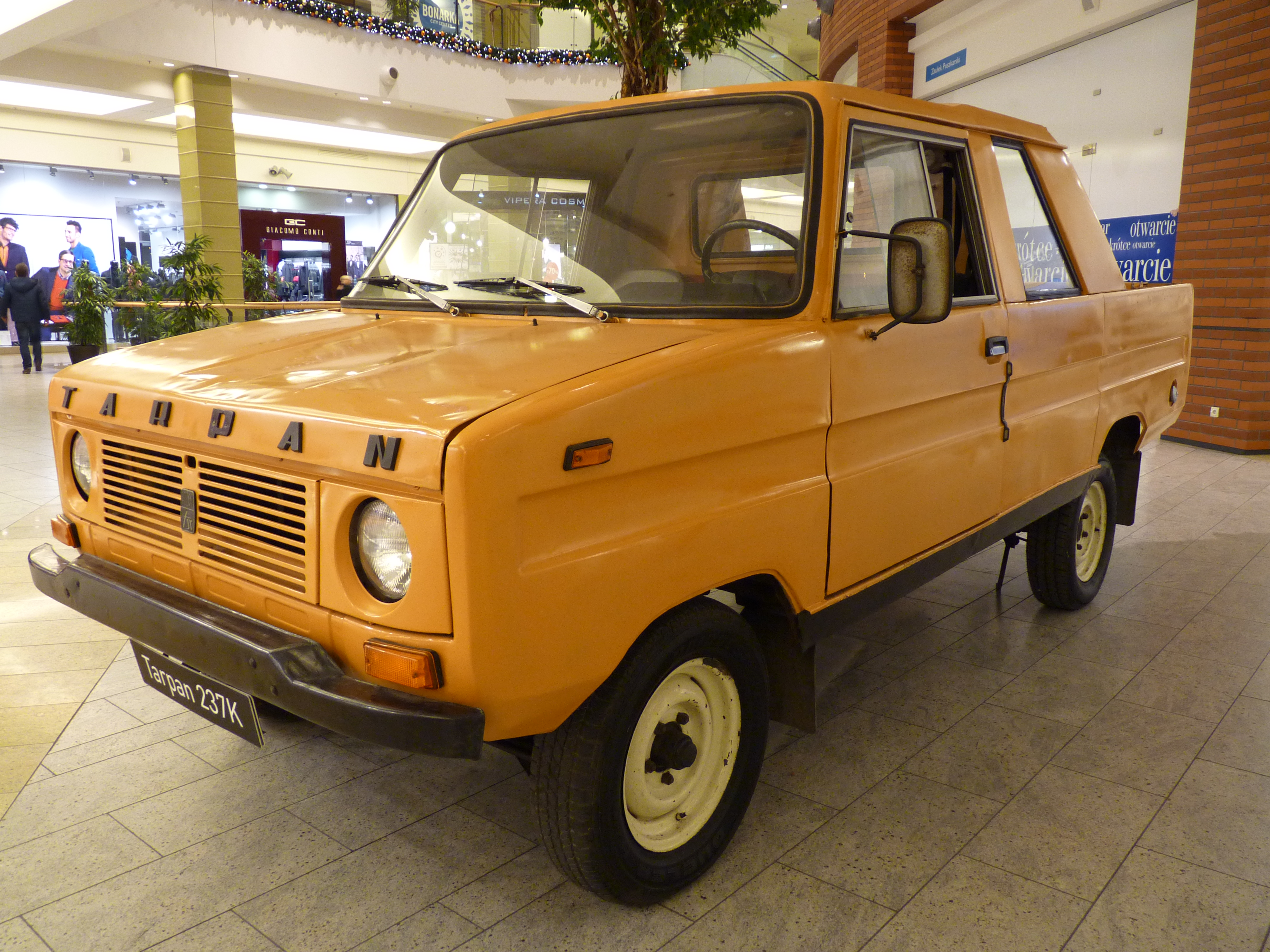
Tarpan 237S

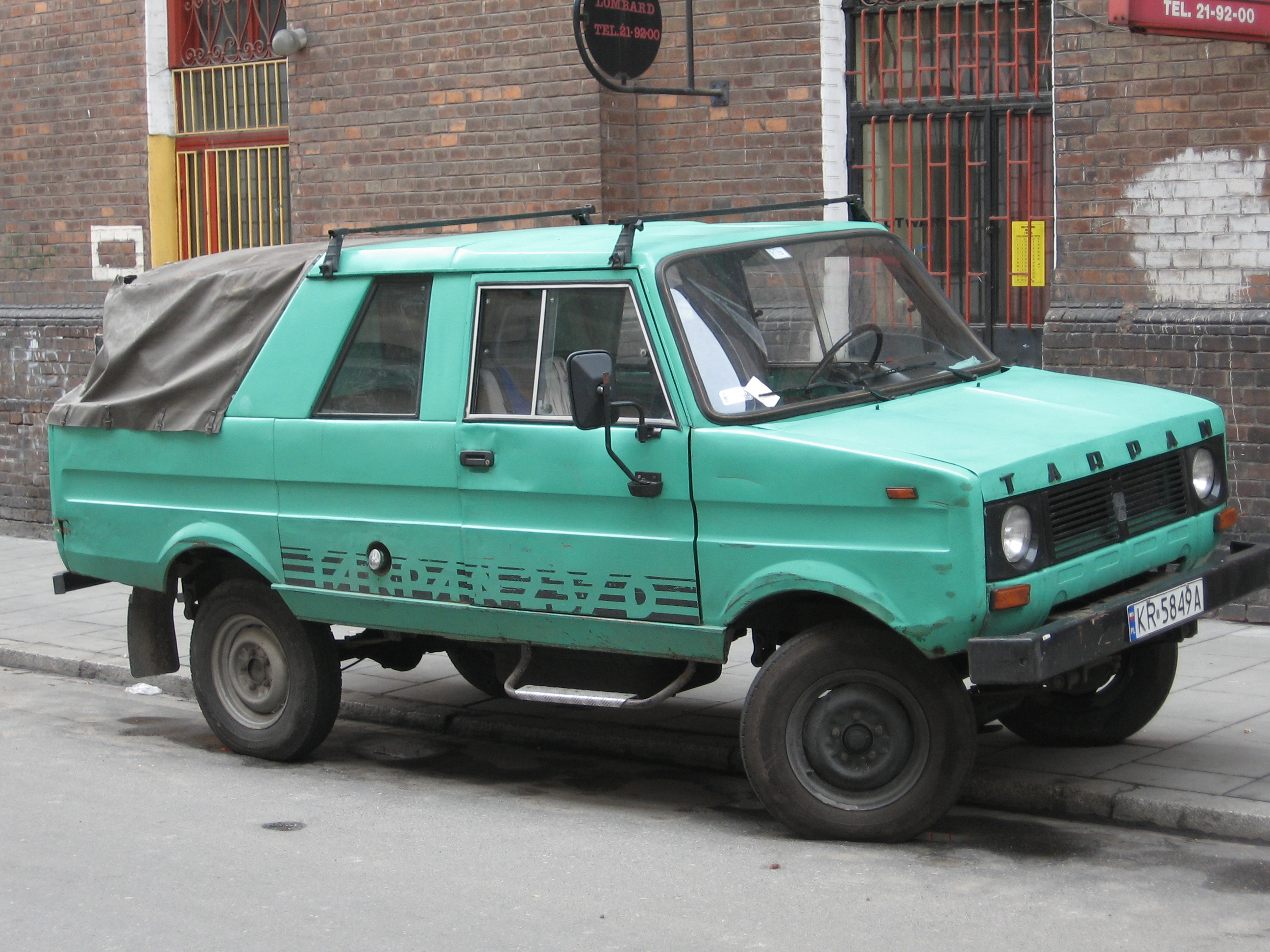
Tarpan 237D

V roce 1977 FSR navázala spolupráci s pobočkou Technické univerzity v Lodži, působící v Bielsku-Białe. Účelem bylo do Tarpanu zabudovat samočinnou mechanickou uzávěrku diferenciálu v zadní nápravě. Její konstrukci vyvinul Dr. Ing. Jan Dzida. Již koncem roku 1978 byly započaty zkušební jízdy s prvním Tarpanem vybaveným touto uzávěrkou. Tarpany 237 se vyráběly do roku 1995.

## Tarpan 237D
Model totožný s Tarpanem 239D, liší se karoserií typu Standard. Vyráběn od roku 1986.

## Tarpan 239D

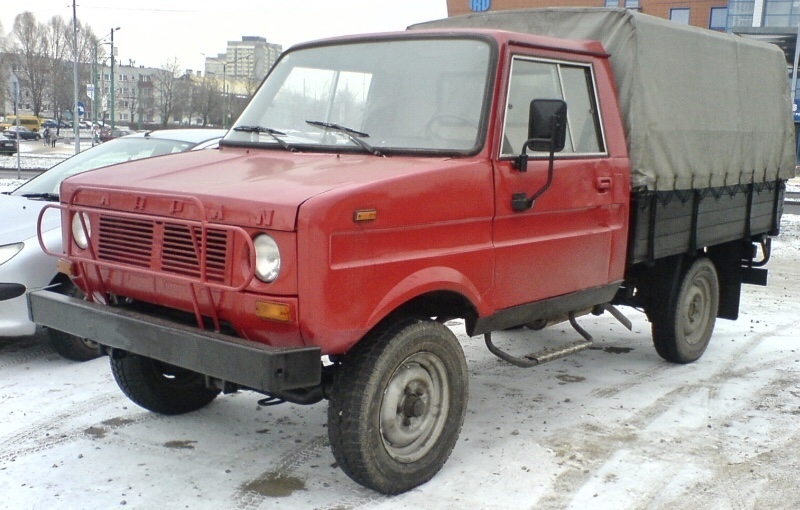
Tarpan 239D

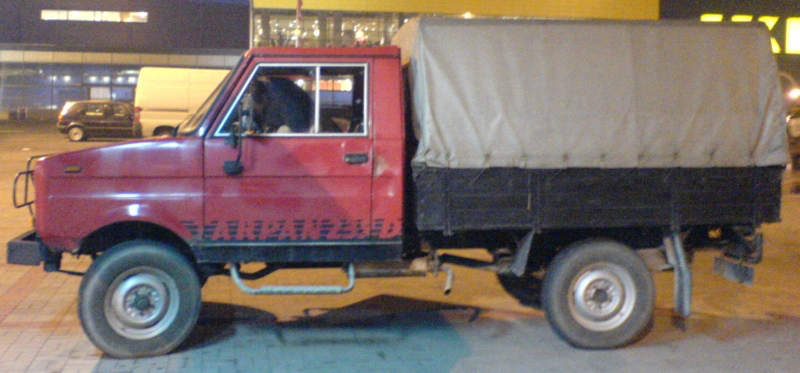
Tarpan 239D

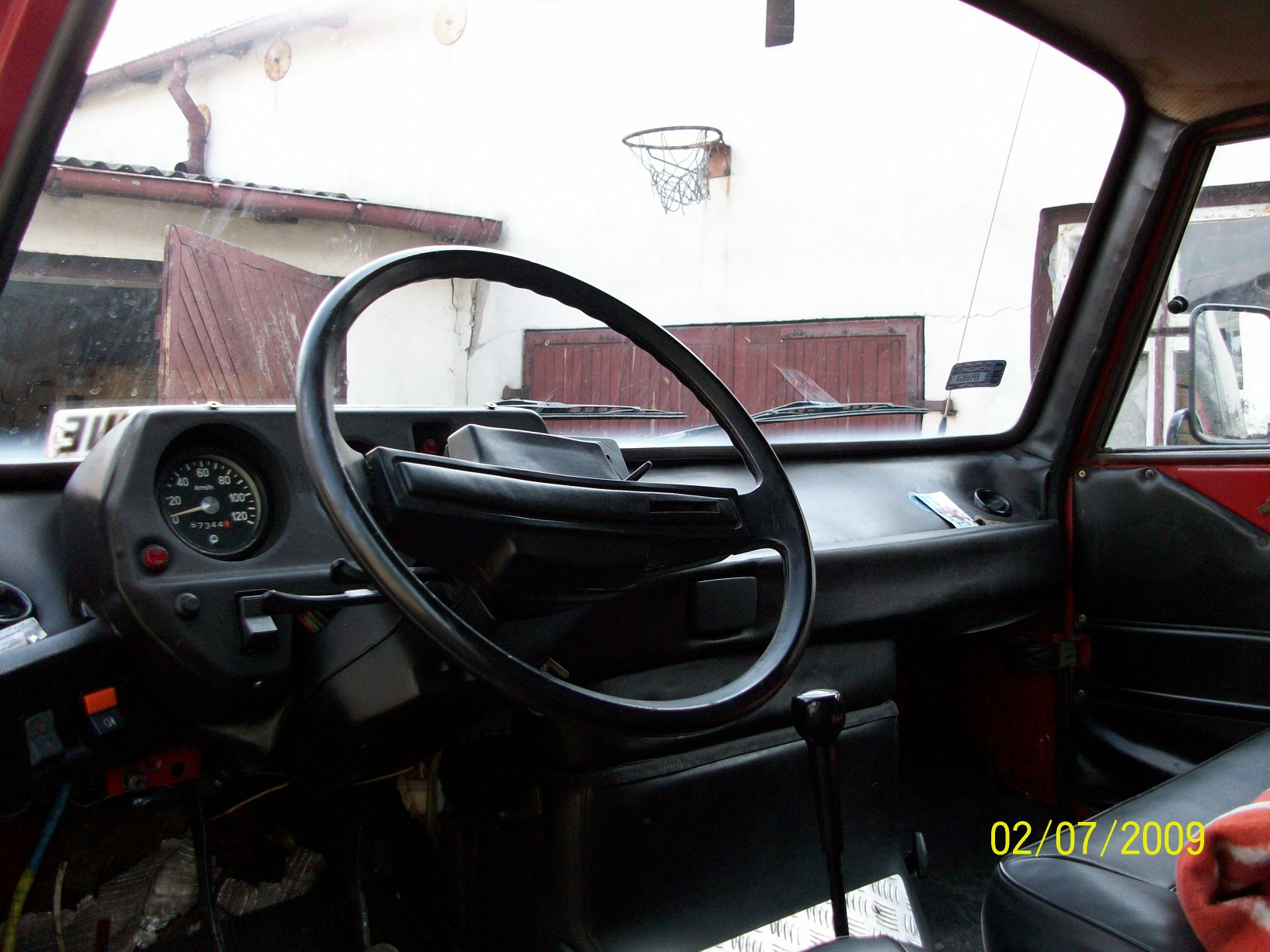
Interiér 239D

Představený v roce 1986, vybavený dieselovým motorem a upravenými komponenty. 70 silničních testů, které provedl měsíčník Motor, ukázalo následující výhody a nevýhody:
výhody: nízká spotřeba paliva, pohodlná kabina, účinné světlomety, jednoduché přední odpružení, prostorná palivová nádrž, funkční nákladní box;
nevýhody: hlučný motor, nepříznivý převodový poměr, obtížně opravitelná zadní náprava.
Karoserie
- upravené přední odpružení - listová pera
- změnila kola na 16palcová místo na 15palcová
- bezpečnostní zpětná zrcátka – pokud narazí na tuhý předmět, sklopí se podél kabiny; velmi pevná konstrukce držáku; mírně klesající
- nízký box (0,78 m) usnadňuje nakládání; podběhy částečně zasahující do boxu jen mírně brání jeho použití
- funkční plachta upevněná gumou na odnímatelném rámu – velmi rychlá demontáž a opětovná montáž; možnost snížení bočních stěn
- trubkové kryty zadních světel chrání před poškozením při couvání a slouží jako stupačky při nastupování do postele
- rezervní kolo namontované na výsuvném rámu, který padá na zem.

Kabina
- interiér 3místné kabiny je velmi prostorný - motor je umístěn zcela před kabinou; viditelnost z místa řidiče je díky dobrému zasklení velmi dobrá; čisticí plocha stěrače - 70 % celého čelního skla
- řadicí páka - velmi krátký chod a velmi jemný chod
- palubní deska - skromná; funkční a intuitivní uspořádání spínačů; signální světla s regulací jasu - praktické řešení zejména v noci
- jízdní komfort by byl velmi dobrý, nebýt nadměrné hlučnosti naftového motoru; jedná se však o nízko posazené zvuky typické pro atmosféricky plněný vznětový motor
- účinné vytápění kabiny a dobrý chod ventilátoru
- vysoko umístěná světla velmi dobře osvětlují vozovku; Zpětné světlo také řádně osvětlí prostor za sebou.

Pohonný systém
- výborné řešení konstrukce odpružení pohonné jednotky – vibrace jsou nepříjemné pouze při volnoběžných otáčkách, pak prakticky neznatelné,
- velmi dobrý přístup k motoru: zevnitř kabiny přes otevírací kryt a zvenku po zvednutí krytu motoru, stojící na předním nárazníku,
- 3válcový motor D3.152UR/UR P-08 o obsahu 2502 cm³ s přímým vstřikováním, kompresní poměr 16,5:1, velmi úsporný (6,9 l/100 km). Výkon 42 HP při 2500 ot./min /min. a celých 150,6 Nm při 1200-1300 ot./min.
- volnoběžné otáčky 750
- palivová nádrž 55l
- pohotovostní hmotnost/přípustná 1625 kg/2550 kg
- spotřeba paliva: při 70 km/h: 6,9 l/100 km; v 80 km/h: 9,0 l/100 km; v městském cyklu: 7,0 l/100 km
- maximální rychlost - 83 km/h

Odpružení
- nahrazení příčných ramen vinutými pružinami s tuhým nosníkem s podélnými listovými pery – maximální zjednodušení systému a odstranění četných mazacích míst; velmi dobrá stabilita vozidla; jízdní vlastnosti bez výhrad; Ztráta trakce kol v důsledku příliš rychlého manévrování je obtížná i při projíždění rovinatých zatáček; listové pružiny vpředu i vzadu činí jízdu nepříliš pohodlnou, ale v terénu si vedou velmi dobře díky své tuhosti,
- brzdový systém – bubnové brzdy; brzdná účinnost prázdného vozidla je dobrá – po nabití je brzdná dráha výrazně delší, což je velké mínus.

Shrnutí testu z roku 1987 : Je možné směle povědět jedno: škoda, že ten vůz již nebude dále zdokonalován. Třeba doufat, že jeho nástupce, vyráběný modernějšími metodami, bude stejně užitečným vozem, dobře odpovídajícím polským podmínkám. Jako vůz určený pro používání v různých terénních podmínkách nemá u nás Tarpan Diesel konkurenci.

## Tarpan Honker

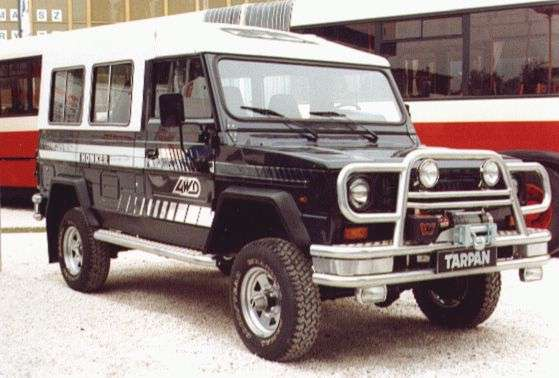
Tarpan Honker

Další etapou výroby Tarpanu byly modely Tarpan Honker vyráběné v Poznani a poté pod samostatným názvem Honker v Lublinu.

## FSR Tarpan v populární kultuře
- Ve filmu Klakier z roku 1982 jedna z postav, Bobojajne ( Włodzimierz Musiał ) řídí Tarpan 233.
- Ve filmu Juliusze Machulského Girl Guide Józek Galica a Kinga Maciejewska ( Renata Gabryjelska ) cestují v Tarpanu 237.